# (7315) Kolbe
(7315) Kolbe  es un asteroide perteneciente al cinturón de asteroides, descubierto el 29 de septiembre de 1973 por Ingrid van Houten-Groeneveld, Cornelis Johannes van Houten  y Tom Gehrels desde el Observatorio Palomar, en Estados Unidos.

## Designación y nombre
Kolbe se designó inicialmente como 1136 T-2.
Más adelante fue nombrado en honor al escultor alemán Georg Kolbe (1877-1947).

## Características orbitales
Kolbe orbita a una distancia media del Sol de 2,5480 ua, pudiendo acercarse hasta 2,3651 ua y alejarse hasta 2,7310 ua. Tiene una excentricidad de 0,0718 y una inclinación orbital de 3,1200° grados. Emplea en completar una órbita alrededor del Sol 1485 días.

## Características físicas
Su magnitud absoluta es 13,6. Tiene 5,618 km de diámetro. Su albedo se estima en 0,223.